# 红崖子乡
红崖子乡，是中华人民共和国宁夏回族自治区石嘴山市平罗县下辖的一个乡镇级行政单位。

## 行政区划
红崖子乡下辖以下地区：
红崖子村、王家沟村、五堆子村、水泉子村、三棵柳村和红翔新村。

## 特产
红崖子花生：中国地理标志产品。